# Пертевніял-султан
Пертевніял-султан (осман. پرتو نهال سلطان,, з перської پرتو + نهال partov-nihâl;  1810 -5 лютого 1883, Османська імперія) — п'ята дружина османського султана Махмуда II, мати султана Абдул-Азіза. Мала великий вплив на сина, якого пережила на сім років.

## Біографія

### Дружина султана

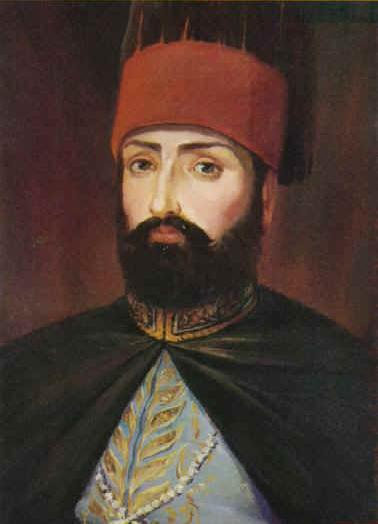
Султан Махмуд II — чоловік Пертевніял

Народилась у 1810 році. Була черкеського походження. Потрапила до гарему Махмуда II десь до середини 1829 року та отримала титул "Другої Ікбал". Народила йому єдиного сина  9 лютого (за деякими даними у ніч з 7 на 8 лютого) Абдул-Азіза. Пертевніял є однією з небагатьох валіде про життя якої в буденності наложниці нічого невідомо. Султан Махмуд II помер 1 липня 1839;  новим правителем став старший з його синів, які дожили до цього часу - Абдул-Меджид I . Матір'ю Абдул-Меджида I була інша дружина Махмуда II - грузинка Безміалем. Про життя Пертевніял у цей період також даних немає;  ймовірно, серед інших домочадців покійного султана вона була відправлена до Старого палацу.

### Сходження на престол Абдул-Азіза

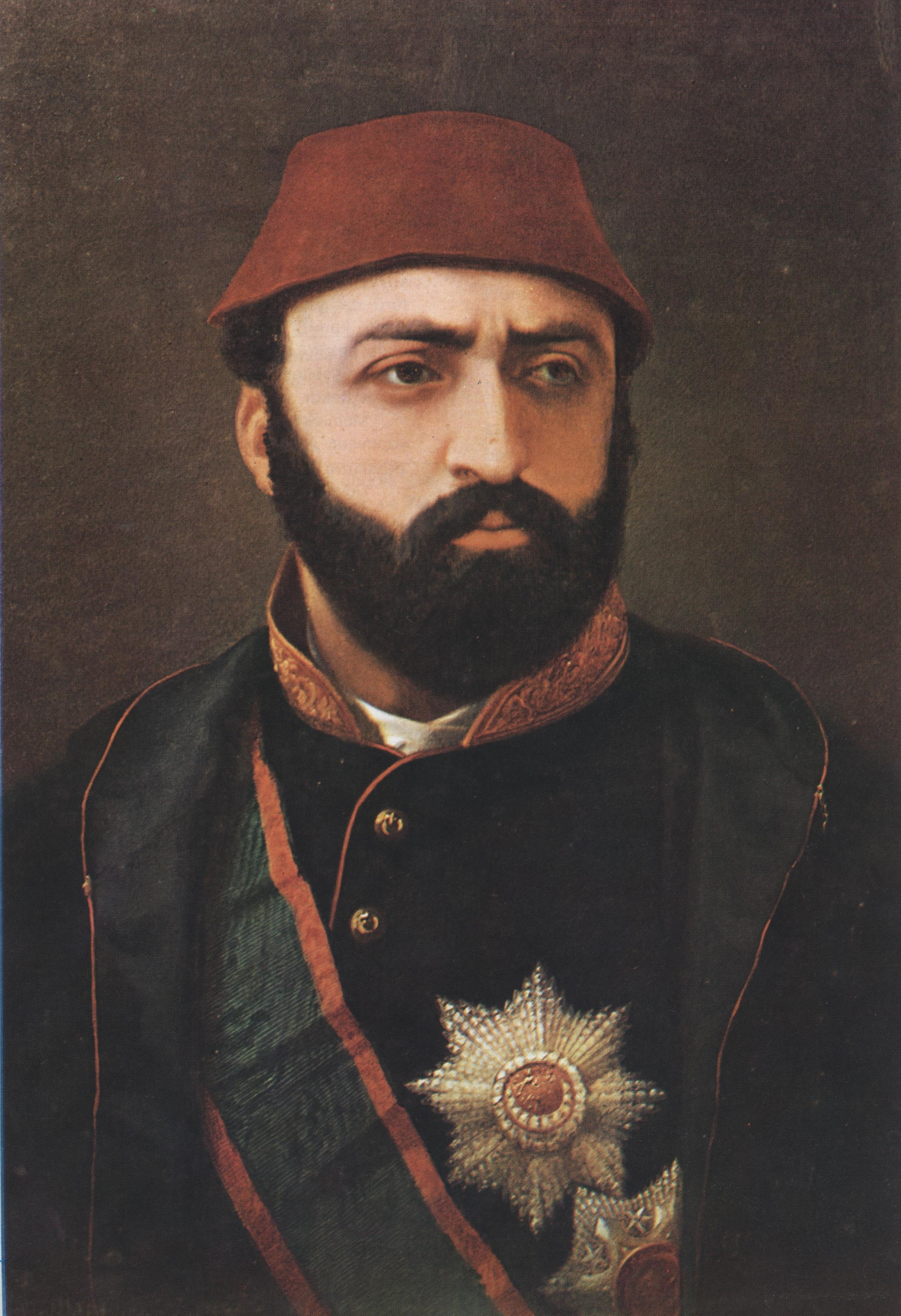
Султан Абдул-Азіз — син Пертевніял

Остання хвороба султана Абдул-Меджида I у 1861 році породила хвилю чуток про те, що в палаці існує група, яка хоче, щоб Мурад успадкував трон замість Абдул-Азіза.  Здавалося б, у цих твердженнях не було правди, але вони, тим не менш, хвилювали Абдул-Азіза і особливо його матір Пертевніял.  Тієї ночі, коли Абдул-Меджид помер і великий візир, капудан-паша, та головнокомандуючий армією провели Абдул-Азіза з покоїв спадкоємця до покоїв правителя в палаці Долмабахче, Пертевніял подумала, що вони беруть його в полон.  Вони чекали в покоях султана, доки імператорські клики не були готові, а потім супроводжували Абдул-Азіза до палацу Топкапи, палацу його предків, щоб очікувати зборів ради міністрів, декого з них довелося скликати зі своїх домівок вгору по Босфору. Пертевніял, щоб заспокоїтися, пішла за ним туди.
10 травня 1876 року змовники, очільником яких був колишній і майбутній великий візир Мютерджим Мехмед Рюшді-паша, військовий міністр Хюсейн Авні-паша, шейх-уль-іслам Хасан Хайруллах-ефенді та міністр без портфеля Мідхат-паша. 12 травня змовниками була скликана рада, яка ухвалила, що Абдул-Азіз більше не здатний займати султанський трон. У ніч з 29 на 30 травня Абдул-Азіз з сім'єю виявився заблокований у палаці Долмабахче - були перекриті всі входи та виходи - і він виявився повністю відрізаним від зовнішнього світу. Тієї ж ночі Абдул-Азіз був вивезений до палацу Топкапи, коли новий султан прибув у Долмабахче, а потім з дозволу Мурада V та його радників перебрався з сім'єю до обраного ним палацу Феріє.

### Останні роки та смерть
Пертевніял-султан, яка важко переживала смерть сина знайшла заспокоєння в спілкуванні з дітьми. Передбачуване вбивство сина робило її ще більш богобоязливою, багато часу колишня валіде проводила за читанням дітям Корану. Знаючи про це, Безмінігяр, що до шлюбу служила у Пертевніял, вирішила представити їй сім'ю військового Агир Махмут-бея, що добровольцем брав участь у війні з Росією в 1877—1878 роках. Сім'я Махмут-бея, що складалася з його дружини Еміне, дочок Айше і Фатьми та сина Шахіна, залишилася під опікою чоловіка Безмінігяр — армійського офіцера Хюсейна Васфі-паші. Пертевніял-султан була зачарована красою дочок бея. Вона вирішила взяти дівчаток під опіку і виростити їх як своїх дітей, додавши до їх імен Дестізер і Дестіпер відповідно. Пізніше, вже після смерті Пертевніял, старша з дівчаток, Айше Дестізер, стала восьмою жінкою султана Абдул-Хаміда II.
Померла 5 лютого 1883 року в палаці Долмабахче, Стамбул. Похована в мечеті Пертевніял Валіде-султан.

## Благодійність

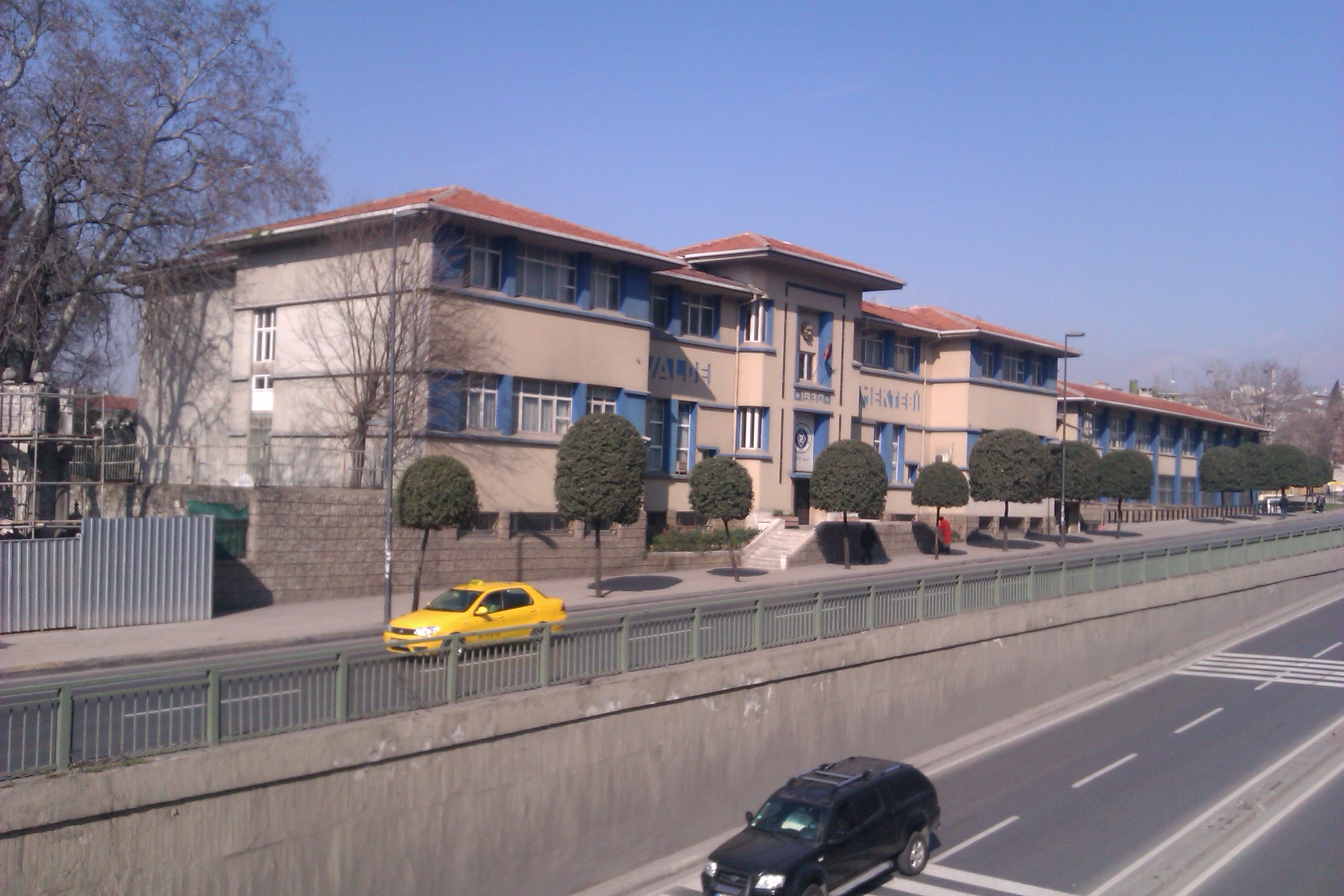
Анатолійська середня школа Пертевніял

Вона заснувала середню школу Пертевніял, а також Пертевніял Валіде-султан (мечеть) у 1872 році. У дні, коли Хіджаз був частиною імперії, Порта намагалася покращити там охорону здоров’я. Пертевніял побудувала лікарні в Харем-і Шерифі. Молоді турецькі лікарі зі Стамбула поїхали туди, щоб укомплектувати їх.
Пертевніял-султан була великим філантропом, і завдяки своєму впливу вона мала можливість змусити свого сина робити все, що вона хоче. Щоб забезпечити дохід фондам, які вона мала намір заснувати, землям, які називаються полями Фасіль, вона замовила фонтан перед мечеттю Катіб у жовтні 1862 року, а потім його прибрали з площі та перенесли до вхідних дверей мечеті на тій підставі, що це звузило дорогу. Вона також побудувала три фонтани, один у селі Субою(Біге) і два на дорозі Каракей у Шебінкарахісарі.  У 1864 році вона побудувала суднобудівний басейн (кам'яний ткацький верстат) у Терсане, щоб покрити власні доходи.  З цього верстата вийшов перший османський лінкор.